# Cypricercus
Genre
Cypricercus est un genre de crustacés de la classe des ostracodes, de la sous-classe des Podocopa, de l'ordre des Podocopida, du sous-ordre des Cypridocopina, de la famille des Cyprididae, de la sous-famille des Cypricercinae et de la tribu des Cypricercini.

## Liste des espèces
Cypricercus affinis - 
Cypricercus cuneatus (type) - 
Cypricercus elegans - 
Cypricercus horridus - 
Cypricercus inermis - 
Cypricercus maculatus - 
Cypricercus salinus - 
Cypricercus setosus - 
Cypricercus unicornis - 
Cypricercus vietsi